# Елин-Пелин (община)
Елин-Пелин (болг. Община Елин Пелин) — община в Болгарии. Входит в состав Софийской области. Население составляет 22 423 человека (на 2005).

## Состав общины
В состав общины входят следующие населённые пункты:

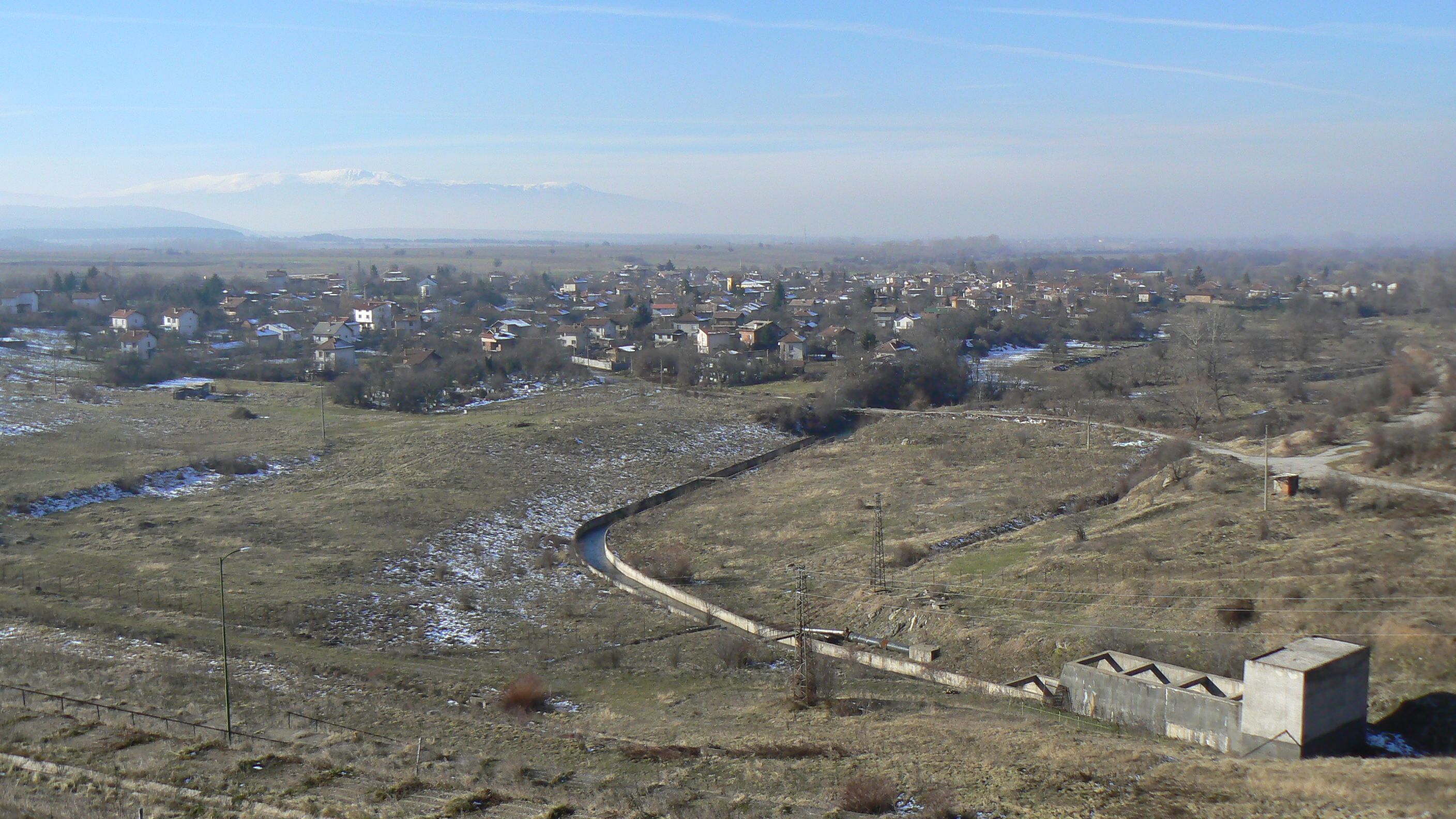

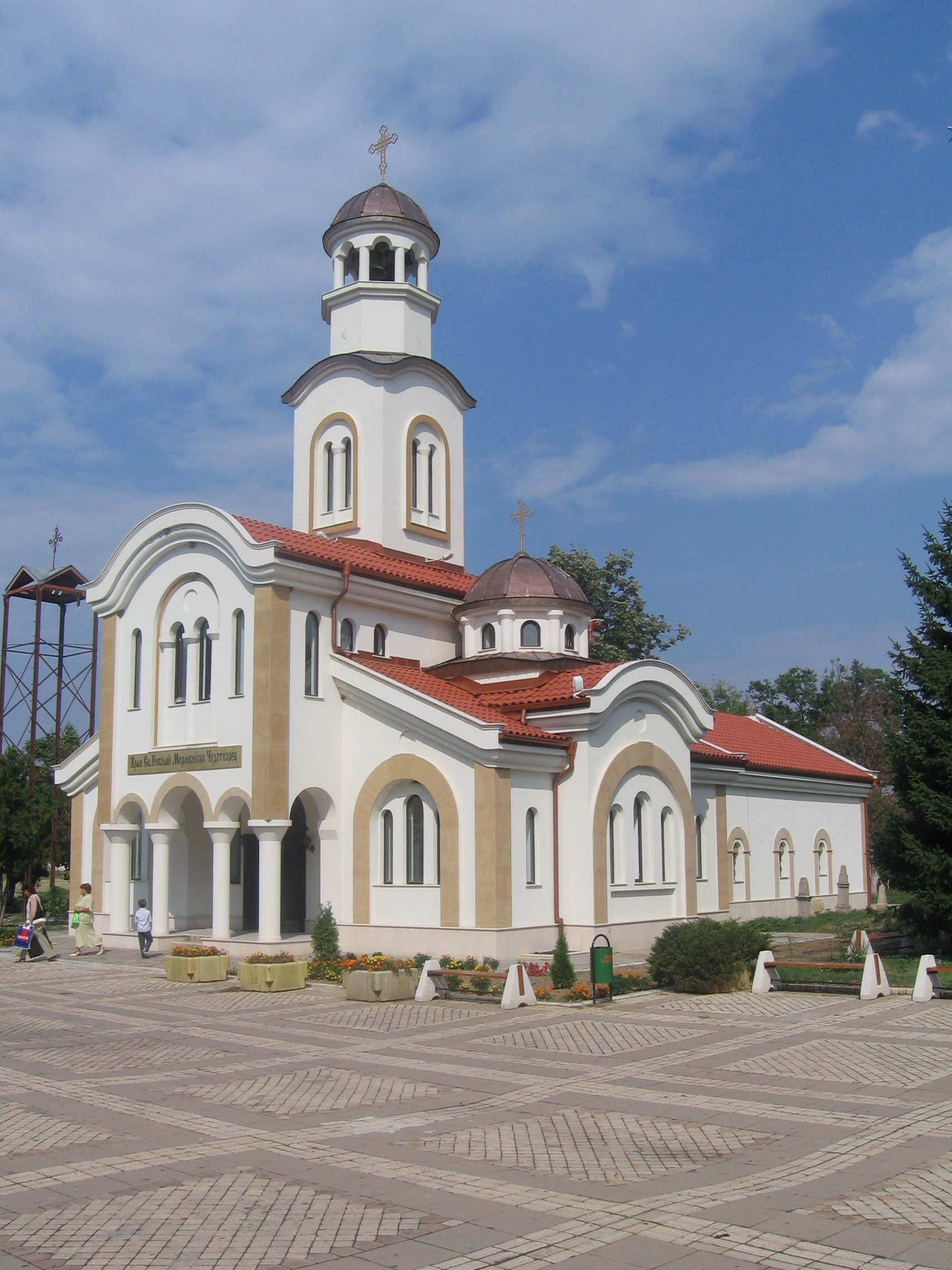
Церковь

1. Богданлия
2. Габра
3. Голема-Раковица
4. Григорево
5. Доганово
6. Елешница
7. Елин-Пелин (город)
8. Елин-Пелин (село)
9. Караполци
10. Крушовица
11. Лесново
12. Мусачево
13. Нови-Хан
14. Огняново
15. Петково
16. Потоп
17. Равно-Поле
18. Столник
19. Чурек